# 김국환
김국환(본명 : 김국한, 한국 한자: 金國煥, 1948년 8월 1일~)은 대한민국의 가수 겸 작사가이며, 1969년 재즈 기타리스트 및 음악가 겸 작곡가 김희갑(한국 한자: 金喜甲)의 악단의 단원으로, 미8군 무대에서 가수로 첫 데뷔를 하였다.
본관은 경주(慶州)이며, 미군정 조선 시대 말기의 충청남도 보령군(현재의 대한민국 충청남도 보령시) 출생이다. 1969년 당시 미8군 무대의 가수이자, 김희갑(金喜甲)의 악단의 단원으로 활동했다. 그 후 1977년 라디오 드라마 《꽃순이를 아시나요》의 주제가로 공식 데뷔를 하였다. 이후 만화영화 《은하철도 999》, 《미래소년 코난》, 《메칸더V》, 《태양소년 에스테반》, 《독고탁의 비둘기 합창》, 《축구왕 슛돌이》, 《펭킹 라이킹》, 《검정고무신》 등의 주제가를 불렀다. 사실상으로 1990년대 초반까지 무명가수였으나, 그는 1991년 2월에 나온 《타타타》가 훗날 이듬해 1992년 1월 연초 당시의 MBC 문화방송의 TV 드라마 《사랑이 뭐길래》에 삽입되면서 큰 인기를 얻었으며, 그리고 뒤이어 같은 해(1992년 11월)에는, 《우리도 접시를 깨뜨리자》도 인기를 얻었다. 1995년 아들(기형)과 함께 부른 《아빠와 함께 뚜비뚜바》 등의 곡도 인기를 얻었다.

## 가수 활동
- 2020년 《배 들어온다》
- 2015년 《달래강》
- 2015년 TV 만화영화노래 《검정고무신 Rock ver.》
- 2012년 《웃어버려》
- 2008년 《인생은 직진이야》
- 2005년 《주사위》, 《어머니》
- 2004년 《사랑의 기도》 《유리부인》
- 2002년 《숙향아》
- 1999년 TV 만화영화노래 《검정고무신》
- 1998년 《바람같은 사람》
- 1997년 《옛사랑》, 《아버지》
- 1996년 TV 만화영화노래 《미래소년 코난》
- 1995년 《아빠와 함께 뚜비뚜바》, 《옛사랑》
- 1994년 TV 만화영화노래 《코난》
- 1993년 TV 만화영화노래 《축구왕 슛돌이》
- 1992년 《차를 마시며》, TV 만화영화노래 《펭킹 라이킹》
- 1991년 《타타타》, 《우리도 접시를 깨뜨리자》
- 1990년 TV 만화영화노래 《은하순찰대》
- 1988년 TV 만화영화노래 《무적의 로보트 고바리안》
- 1987년 TV 만화영화노래 《메칸더 V》, 《유령 대소동》, 《태양소년 에스테반》
- 1984년 TV 만화영화노래 《우주전함 코메트》
- 1983년 《애상》, 《잊혀진 여인》, TV 만화영화노래 《천년여왕》
- 1982년 TV 만화영화노래 《은하철도 999》
- 1979년 《이리번쩍 저리번쩍》, 《내가 너라면》, TV 만화영화노래 《밀림의 왕자 타잔》
- 1978년 《잊어야할 그사람》, 《바람꽃》
- 1977년 김국환 & 최미나 옴니버스 앨범 《꽃순이(를 아시나요)》
- 1970년 옴니버스 음반중에서 《발길 돌리는 여인》
- 1969년 김희갑 악단 단원으로 활동시작

## 수상
- 2008년 제7회 장한 한국인상 대상
- 2005년 제7회 한국예술실연자대상 공로상
- 1997년 문화체육부장관표창(선행연예인)
- 1992년 한국방송대상 가요상 '타타타'
- 1992년 서울가요대상 대상 '타타타'

### 가요 프로그램 1위
| 연도            | 수상 내역 (총 9회) |
| --------------- | --- |
| 1992년 (총 9회) | - 타타타 (총 9회) - 4월 22일 KBS 《가요톱텐》 1위 - 4월 29일 KBS 《가요톱텐》 1위 - 5월 6일 KBS 《가요톱텐》 1위 - 5월 8일 MBC 《여러분의인기가요》 1위 - 5월 13일 KBS 《가요톱텐》 1위 - 5월 15일 MBC 《여러분의인기가요》 1위 - 5월 20일 KBS 《가요톱텐》 1위 (5주 연속) (골든컵) - 5월 22일 MBC 《여러분의인기가요》 1위 (3주 연속) - 6월 2일 SBS 《인기가요》 1위 |

## TV 프로그램
- 2016년 MBC 《미스터리 음악쇼 복면가왕》 내 노래에 놀랄지도
- 2020년 JTBC 《투유 프로젝트 슈가맨3》
- 2021년 KBS2 《TV는 사랑을 싣고》